# 로이리포르토산파올로
로이리포르토산파올로(Loiri Porto San Paolo, 갈루라어: Lòiri–Poltu Santu Paulu, 사르데냐어: Lòiri–Portu Santu Paulu)는 이탈리아 사르데냐 주 사사리도에 있는 코무네이다. 칼리아리에서 북쪽으로 약 180 킬로미터 (110 mi), 올비아에서 남쪽으로 약 7 킬로미터 (4 mi) 떨어져 있다. 행정 중심지는 로이리(갈루라어: Lòiri, 사르데냐어: Lòiri)이다.
로이리포르토산파올로는 다음 코무네와 접한다: 몬티, 올비아, 파드루, 산테오도로.